# Brisbane Metro
O Metro de Brisbane é um futuro sistema de transporte público rápido que servirá a cidade australiana de Brisbane. O início das obras está previsto para 2019, enquanto a inauguração para 2023. O sistema será composto por duas linhas, com 21km de comprimento, 18 estações e usará 60 ônibus biarticulados, cada um com capacidade para 150 passageiros.

## História
Em Janeiro de 2016, o projeto foi anunciado pelo então prefeito da cidade, Graham Quirk, e consistiria de uma linha subterrânea de metrô sobre pneus. Ele custaria AU$1,54 billhão e visava aliviar o sistema de ônibus da cidade. Porém, em Março 2017, a proposta foi mudada e o metro de Brisbane passou a ser composto por duas linhas, não seria mais subterrâneo, sendo construído nas já existentes busways (corredores de ônibus) e, ao invés de usar trens, seriam utilizados ônibus biarticulados, elétricos ou híbridos. Um mês depois, foi anunciado que o sistema operaria 24 horas por dia nos finais de semana e 20 horas nos outros dias e que ele poderia ser futuramente expandido para outros lugares da cidade. A proposta atual foi anunciada em April de 2018.